# William Hazlitt
Pour les articles homonymes, voir Hazlitt.
William Hazlitt, né à Maidstone dans le Kent le 10 avril 1778 et mort à Soho en Londres le 18 septembre 1830, est un écrivain irlando-britannique, connu pour ses essais et ses ouvrages de critiques littéraires, et considéré comme un grand critique littéraire anglais de son temps, en raison notamment de ses travaux sur Shakespeare.

## Biographie
Le père d'Hazlitt avait été élève à l'université de Glasgow, d'où il était sorti en 1761, pour devenir finalement pasteur unitarien. Il s'installa en Angleterre, pour être pasteur à Wisbech, dans le Cambridgeshire, puis à Marshfield, dans le Gloucestershire, et enfin à Maidstone. À Wisbech, il épousa Grace Loftus, la fille d'un fermier ; ils eurent de nombreux enfants, mais trois seulement atteignirent l'âge adulte.

## Œuvres
- An Essay on the Principles of Human Action (1805) – Internet Archive
- Free Thoughts on Public Affairs (1806) – Google Books
- A Reply to the Essay on Population, by the Rev. T. R. Malthus (1807) – Internet Archive
- The Round Table: A Collection of Essays on Literature, Men, and Manners (avec Leigh Hunt; 1817) – Google Books
- Characters of Shakespear's Plays (1817)
- Lectures on the English Poets (1818) – Google Books
- A View of the English Stage (1818) – Google Books
- Lectures on the English Comic Writers (1819) – Internet Archive
- Political Essays, with Sketches of Public Characters (1819) – Internet Archive
- Lectures Chiefly on the Dramatic Literature of the Age of Elizabeth (1820) – Internet Archive
- Table-Talk (1821–22; "Paris" edition, with somewhat different contents, 1825)
- Characteristics: In the Manner of Rochefoucault's Maxims (1822) – Google Books
- Liber Amoris: or, The New Pygmalion (1823) – Google Books
- The Spirit of the Age (1825)
- The Plain Speaker: Opinions on Books, Men, and Things (1826) – Volume I and Volume II on Google Books
- Notes of a Journey Through France and Italy (1826)
- The Life of Napoleon Buonaparte (4 vol.; 1828–1830)

### Traductions en français
- Liber amoris et autres textes, trad. fr. Guillaume Villeneuve, préf. Virginia Woolf, Paris, José Corti, 333 p., 1994  (ISBN 978-2714305244)
- Du plaisir de haïr suivi de Sur le sentiment d'immortalité dans la jeunesse, Paris, Allia, 47 p., 2005  (ISBN ‎ 978-2844851819[à vérifier : ISBN invalide])
- Du goût & du dégoût, préf. Laurent Folliot, Belval, Circé, 217 p., 2007  (ISBN 978-2842422127)
- La solitude est sainte, trad. fr. Lucien d'Azay, Paris, Quai Voltaire, La Table ronde, 128 p., 2014  (ISBN 978-2710370871)
- La Combat et autres essais, trad. fr. Lucien d'Azay, Paris, Quai Voltaire, La Table ronde, 144 p., 2016  (ISBN 978-2710377535)
- Sur l'amour de la vie et autres essais, traduits, présentés & annotés par Denis Bonnecase, Bruxelles, Éditions du Sandre, 492 p., 2018  (ISBN 978-2358211222)
- Sentiment et raison, essais choisis, traduits et annotés par Julien Zanetta, préf. Patrizia Lombardie, Paris, PU Paris-Sorbonne, Coll. Mémoire de la critique, 284 p., 2019  (ISBN 979-1023106305)
- Le Pugilat, trad. fr. Philippe Mortimer, Montreuil, L'Insomniaque, 64 p., 2020  (ISBN 978-2376230083)